# Tanju Kayhan
Tanju Kayhan (Vienna, 22 luglio 1989) è un ex calciatore austriaco, di origini turche, di ruolo difensore.